# Triclorofenolo

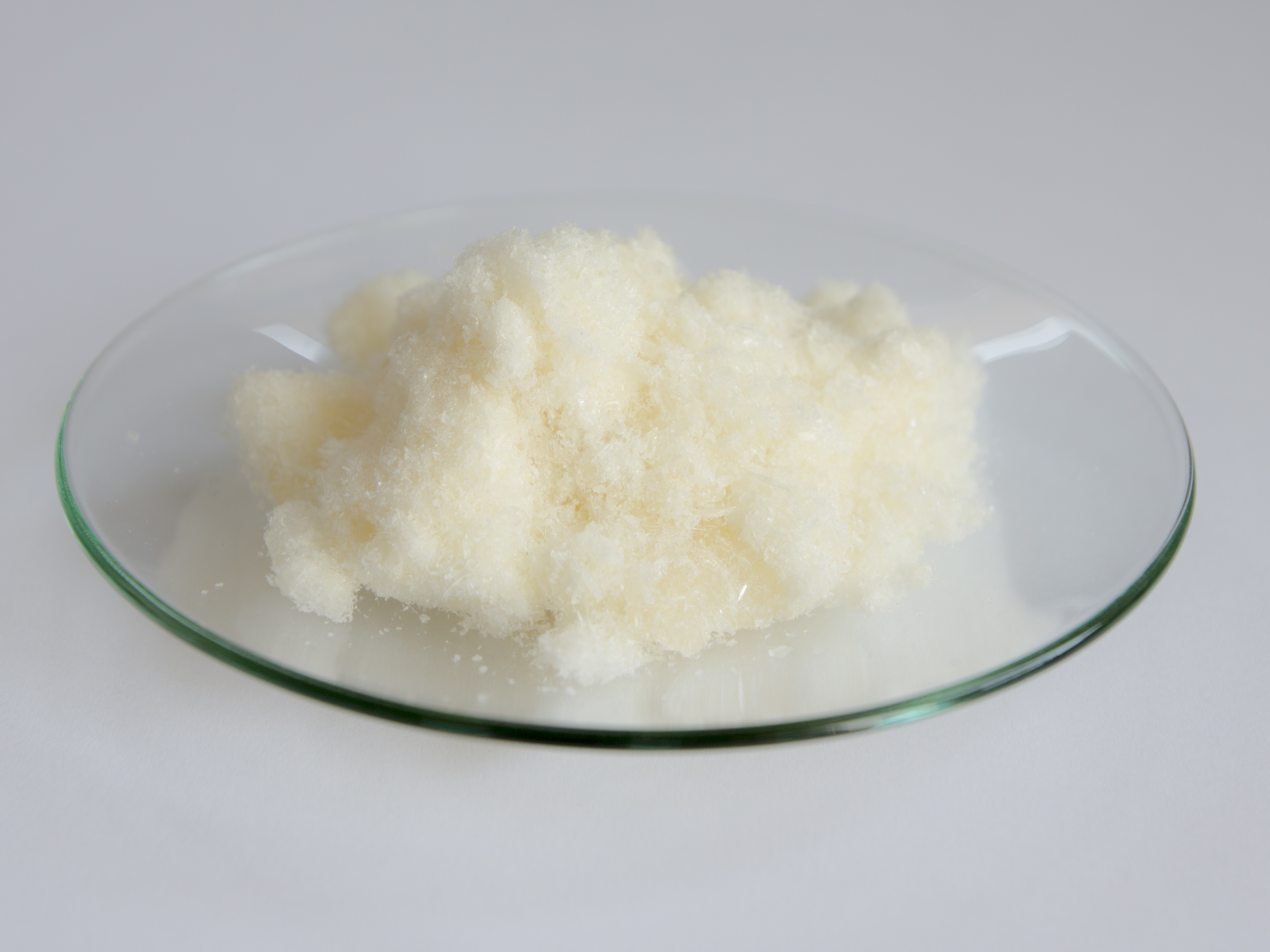
L'isomero 2,4,6-triclorofenolo

I triclorofenoli sono composti organici costituiti da tre atomi di cloro e un gruppo ossidrilico, tutti legati covalentemente al benzene. Esistono 6 diversi isomeri strutturali del composto, in base alle diverse posizioni degli atomi di cloro e del gruppo −OH rispetto all'anello:
- 2,3,4-triclorofenolo
- 2,3,5-triclorofenolo
- 2,3,6-triclorofenolo
- 2,4,5-triclorofenolo
- 2,4,6-triclorofenolo
- 3,4,5-triclorofenolo

## Proprietà
| Triclorofenoli       |                                                  |                                                  |                                                  |                                                   |                                                  |                                                  |
| Nome                 | 2,3,4-triclorofenolo                             | 2,3,5-triclorofenolo                             | 2,3,6-triclorofenolo                             | 2,4,5-triclorofenolo                              | 2,4,6-triclorofenolo                             | 3,4,5-triclorofenolo                             |
| Formula di struttura | Struktur von 2,3,4-Triclorofenolo                | Struktur von 2,3,5-Triclorofenolo                | Struktur von 2,3,6-Triclorofenolo                | Struktur von 2,4,5-Triclorofenolo                 | Struktur von 2,4,6-Triclorofenolo                | Struktur von 3,4,5-Triclorofenolo                |
| Numero CAS           | 15950-66-0                                       | 933-78-8                                         | 933-75-5                                         | 95-95-4                                           | 88-06-2                                          | 609-19-8                                         |
| Numero CAS           | 25167-82-2 (Isomeri)                             |                                                  |                                                  |                                                   |                                                  |                                                  |
| PubChem              | 27582                                            | 13619                                            | 13618                                            | 7271                                              | 6914                                             | 11859                                            |
| Formula molecolare   | C6H3Cl3O                                         | C6H3Cl3O                                         | C6H3Cl3O                                         | C6H3Cl3O                                          | C6H3Cl3O                                         | C6H3Cl3O                                         |
| Massa molare         | 197,45 g·mol−1                                   | 197,45 g·mol−1                                   | 197,45 g·mol−1                                   | 197,45 g·mol−1                                    | 197,45 g·mol−1                                   | 197,45 g·mol−1                                   |
| Stato della materia  | solido                                           | solido                                           | solido                                           | solido                                            | solido                                           | solido                                           |
| Descrizione          | aghi di cristallo incolore con un odore fenolico | aghi di cristallo incolore con un odore fenolico | aghi di cristallo incolore con un odore fenolico | aghi di cristallo incolore con un odore fenolico  | aghi di cristallo incolore con un odore fenolico | aghi di cristallo incolore con un odore fenolico |
| Punto di fusione     | 83,5 °C                                          | 58 °C                                            | 58 °C                                            | 68–70 °C                                          | 69 °C                                            | 101 °C                                           |
| Punto di ebollizione | 253 °C                                           | 248–249 °C                                       | 253 °C                                           | 253 °C                                            | 246 °C                                           | 271–277 °C (bei 995 mbar)                        |
| Densità              | 1,503 g/cm3                                      |                                                  |                                                  | 1,678 g/cm3                                       | 1,675 g/cm3                                      |                                                  |
| Solubilità           | praticamente insolubile in acqua                 | praticamente insolubile in acqua                 | praticamente insolubile in acqua                 | scarsamente solubile in acqua (1190 mg/l a 20 °C) | poco solubile in acqua                           | scarsamente solubile in acqua                    |
| GHS                  | Pericolo                                         | Attenzione                                       | Attenzione                                       | Attenzione                                        | Attenzione                                       | Attenzione                                       |
| Frasi H e Consigli P | 302-315-318-335                                  | 302-315-319-335-410                              | 302-315-319                                      | 302-315-319-410                                   | 351-302-319-315-410                              | 302-312-315-319-332-335                          |
| Frasi H e Consigli P | nessun rischio EUH                               | nessun rischio EUH                               | nessun rischio EUH                               | nessun rischio EUH                                | nessun rischio EUH                               | nessun rischio EUH                               |
| Frasi H e Consigli P | 261‐280‐305+351+338                              | 261‐273‐305+351+338‐501                          | 305+351+338                                      | 273‐302+352‐305+351+338‐501                       | 273‐281‐305+351+338‐501                          | 261‐280‐305+351+338                              |

## Produzione
I triclorofenoli sono prodotti mediante alogenazione elettrofila del fenolo con il cloro.